# Mascha Müller
Mascha Müller (Monaco di Baviera, 8 maggio 1984) è un'attrice tedesca, attiva principalmente in campo televisivo e teatrale.
I suoi ruoli più noti sono quello di Vanessa Eichhoff nella serie televisiva di RTL Television Ahornallee (2007) e quello della principessa Luise von Waldensteyck nella soap opera di ARD 1 Verbotene Liebe (2009-2010).

## Filmografia
- Schuldig (serie TV, 2003; ruolo: Liv Schneider)
- Nachtwandler (cortometraggio, 2004; ruolo: Franziska)
- Die Abschlussklasse - Freunde das Leben geht weiter (2005)
- Verdacht - Tod einer Freundin (film TV, 2005; ruolo: Susane Mering)
- Aktenzeichen XY ungelöst (serie TV, 1 episodio, 2005)
- Die Abschlussklasse (serie TV, 1 episodio, 2005)
- Lotta in Love (2006; ruolo: Tina)
- Hausmeister Krause (2006; ruolo: Karina)
- Pure Fear - Nackte Angst (2007; ruolo: Lara)
- Tempesta d'amore (Sturm der Liebe, soap opera, 2007; ruolo: Louisa)
- Ahornallee (serie TV, 2007; ruolo: Vanessa Eichhoff)
- Elia & Melinda (cortometraggio, 2008; ruolo: Melinda)
- Sinne der Stadt (cortometraggio, 2008)
- Der Bulle von Tölz (serie TV, 1 episodio, 2008; ruolo: Jana Fitz)
- Ein Date fürs Leben (TV, 2009)
- Pfarrer Braun (serie TV, 1 episodio, 2009;ruolo: Ulla Wiehr)
- Verbotene Liebe (soap opera, 2009-2010; ruolo: Principessa Luise Katharina von Waldensteyck)

## Teatro[3]
- 1999: Die Mausefalle, di Agatha Christie, regia di Christiane Müller
- 2000: Das Tagebuch der Anne Frank, regia di Christiane Müller
- 2001: Eine etwas sonderbare Dame, regia di Christiane Müller
- 2004: Yvonne, die Burgunderprinzessin, regia di Daniela Obermeyer (ruolo: Yvonne)
- 2005: Die Geschichte des Teufels, regia di Sonja Richter
- 2005: Sommernachtstraum, regia di Bernd Dechamps
- 2007: Antigone, regia di Horst Reichel
- 2007: Blackbird, regia di Matthias Eberth
- 2010: Die Eisvögel, di Tine Rahel Völcker
- 2011: Amleto, di William Shakespeare